# Zamek Braemar
Zamek Braemar (ang. Braemar Castle) − zamek w miejscowości Braemar, w jednostce administracyjnej Aberdeenshire, w Szkocji. Do 2006 roku należał do Klanu Farquharson, później został przekazany lokalnej organizacji charytatywnej.

## Historia
Zbudowany w 1628 przez earla Johna Erskina. W 1689 roku zamek został spalony przez Johna Farquharsona z Inverey, zwolennika jakobitów, aby zapobiec jego wykorzystaniu jako garnizonu rządowego, a plany odbudowy nie zostały zrealizowane. W 1715 roku dawni wrogowie zjednoczyli się pod wodzą Johna Erskine’a, 23. hrabiego Mara, który rozpoczął kampanię z Braemar, jednak po klęsce jakobitów zamek został skonfiskowany na rzecz Korony. W 1725 roku zamek odkupili dalecy krewni Erskine’ów, a w 1732 roku sprzedano go Johnowi Farquharsonowi, 9. lairdowi Invercauld.
Po powstaniu jakobickim w 1745 skonfiskowany i przekształcony w koszary wojskowe. W 1831 zwrócony szkockiemu klanowi Farquharson. Po renowacji w latach 2006–2008 udostępniony do zwiedzania.

## Architektura
Zamek zbudowany jest na planie litery L i posiada pięć pięter oraz zwieńczony jest trzema jednopiętrowymi wieżyczkami. W głównym wejściu zachowała się żelazna kratownica, a wiele okien jest też chronionych ciężkimi żelaznymi kratami.
Na parterze zamku znajdują się pomieszczenia strażnicy, magazyn amunicyjny i kuchenne. Na pierwszym piętrze znajduje się jadalnia i pokój dzienny, a na drugim piętrze kolejny pokój dzienny (ang. Laird's Day Room) z charakterystycznymi zakrzywionymi drzwiami. Naprzeciwko znajduje się kolejny pokój (ang. Rose Room), a między nimi jest mała łazienka zainstalowana w 1901 roku. W głównym skrzydle na tym poziomie znajduje się salon. Na trzecim piętrze znajduje się sypialnia z baldachimem, natomiast na czwartym piętrze znajdują się sypialnie dla gości.